# Krasnogwardiejskie osiedle wiejskie
Krasnogwardiejskie osiedle wiejskie (ros. Красногвардейское сельское поселение) – jedno z 7 osiedli wiejskich w rejonie krasnogwardiejskim wchodzącym w skład Republiki Adygei. W 2022 liczyło 10904 mieszkańców.